# Dan Parks
Dan Parks (ur. 26 maja 1978 w Hornsby) – szkocki rugbysta pochodzenia australijskiego, występujący na pozycji łącznika ataku w Cardiff Blues a także w szkockiej drużynie narodowej.
Urodził się w Australii w Hornsby. Dorastał w Sydney, grając w tamtejszych klubach rugby. Reprezentował również Nową Południową Walię w rozgrywkach U-21. Z uwagi na to, że jego dziadek od strony matki urodził się w Kilbirnie w Ayrshire, Parks mógł dostać powołanie do szkockiej drużyny narodowej. Debiutował w niej 14 lutego 2004 w meczu z Walią na Millennium Stadium w ramach Pucharu Sześciu Narodów. Szkocja przegrała 23–10. Swoje pierwsze punkty (po drop golu) w drużynie narodowej zdobył 27 marca 2004 w meczu z Irlandią na Lansdowne Road.
Brał udział w Pucharze Świata w 2007, grając we wszystkich pięciu meczach. Został później wybrany przez kibiców szkockich najlepszym zawodnikiem ich drużyny.
W 2003 podpisał kontrakt z Glasgow Warriors, stając się centralną postacią drużyny. W trakcie sześcioletniego pobytu w Glasgow, za każdym razem zdobywał najwięcej punktów. W grudniu 2009 został pierwszym zawodnikiem w historii Magners League, który przekroczył liczbę 1000 zdobytych punktów. W sezonie 2009/2010 został wybrany do dream teamu Magners League.
Uczestniczył również w Pucharze Świata w 2011, wychodząc na boisko we wszystkich czterech meczach i zdobywając łącznie 24 punkty. Po meczu z Anglią w ramach Pucharu Sześciu Narodów 2012 ogłosił zakończenie międzynarodowej kariery.